# 埼玉県立さきたま史跡の博物館

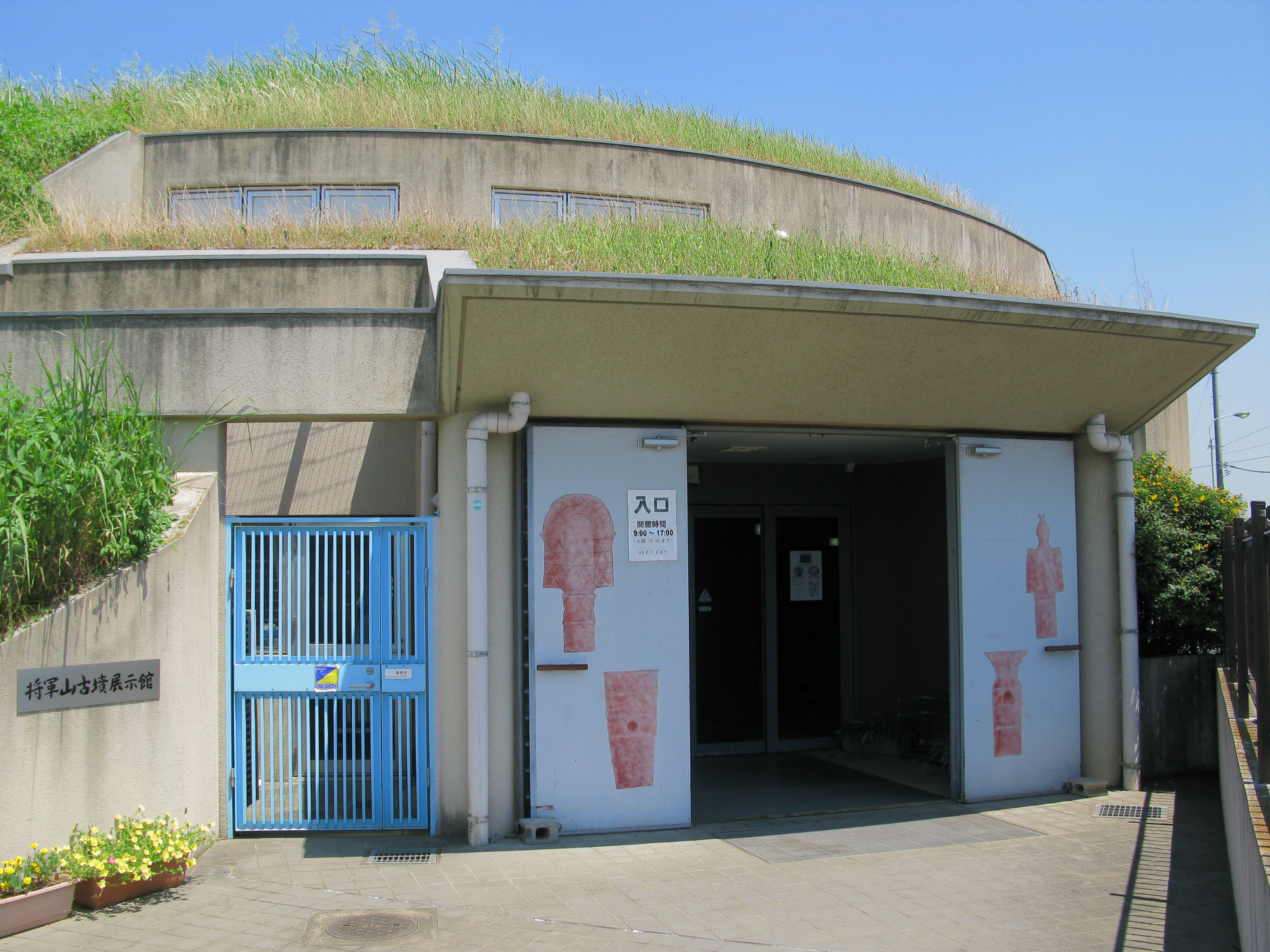
将軍山古墳展示館 入口

埼玉県立さきたま史跡の博物館（さいたまけんりつさきたましせきのはくぶつかん）は、埼玉県行田市のさきたま古墳公園（9基の大型古墳からなる埼玉古墳群（国の特別史跡）を整備した公園）内にある博物館である。1969年（昭和44年）開館。

## 概要
当博物館は1969年に埼玉県立さきたま資料館として開館。埼玉県の県立博物館再編計画に伴い、2006年に埼玉県立さきたま史跡の博物館と改称された。展示施設は本館と将軍山古墳展示館からなる。
本館には国宝展示室と企画展示室のふたつの展示室がある。国宝展示室では金錯銘鉄剣（国宝）などのさきたま古墳群やその周辺の遺跡の出土品が展示されている。企画展示室では定期的に企画展が開催されている。
将軍山古墳展示館は1997年にオープンした展示館で、埋葬の様子が復元された石室の内部を見学できるようになっている。
2013年に閉館した旧長瀞綜合博物館から「笑う埴輪」「十鈴鏡」などが寄贈され、2016年2月20日から「新収蔵品展～旧長瀞綜合博物館からの寄贈資料」を開催。

## 文化財

### 国宝
| 稲荷山古墳出土鉄剣（国宝）左は表面、右は裏面。 |  | 稲荷山古墳出土鉄剣（国宝）左は表面、右は裏面。 |
| 稲荷山古墳出土鉄剣（国宝）左は表面、右は裏面。 |  |                                                |

当館が保管する「金錯銘鉄剣」などの稲荷山古墳出土品一括は「武蔵埼玉稲荷山古墳出土品」として、1981年に重要文化財、1983年に国宝に指定された。出土品の所有者は日本国（文化庁）である。
稲荷山古墳からは、金錯銘鉄剣、神獣鏡、硬玉勾玉、銀環、刀剣類、馬具類などの遺物が出土した。このうち金錯銘鉄剣は、剣身の両面に計115文字の銘文が金象嵌で記されており、古代史研究上の一級資料である。銘文中に「辛亥年」の年紀と「獲加多支鹵大王」の人名がある。通説では「辛亥年」は471年、「獲加多支鹵」は「ワカタケル」と読み、雄略天皇（『宋書』に記す倭王武）に該当するとされる。古墳及び出土品の詳細については「稲荷山古墳 (行田市)」「鉄剣・鉄刀銘文」を参照。
以下は国宝指定物件の明細である。出土品の名称・員数は国宝指定時の官報告示（昭和58年6月6日文部省告示第81号）に基づく。
武蔵埼玉稲荷山古墳出土品（国宝）
- 金錯銘鉄剣 辛亥年七月在銘
- 神獣鏡 1面
- 硬玉勾玉 1箇
- 銀環 2箇
- 金銅帯金具 1条分
- 刀剣類
  - 刀身（残欠共）5口
  - 剣身 1口
  - 矛身（内一口石突付） 2口
- 鉄鏃（残欠共） 一括
- 挂甲小札（残欠共） 一括
- 馬具類
  - 鞍金具残欠 1具分
  - 壺鐙残欠 1対分
  - 轡 1具
  - 辻金具残欠 61箇
  - 鈴杏葉 3箇
  - 銅環鈴 1箇
- 工具類
  - 鉄斧 2箇
  - 鉄鉗 2箇
  - 鉄鑷子 1本
  - 鉄鉇（金偏に「㐌」） 1本
- 刀子（残欠共） 4口
- 砥石 1箇

（以上第一主体部出土）
- 刀剣類
  - 刀身残欠 2口
  - 剣身残欠 2口
- 鉄鏃（残欠共） 一括
- 挂甲小札（残欠共） 一括
- 馬具類残欠 一括
- 刀子残欠 3口
- 鉄鎌 1箇

（以上第二主体部出土）

### 重要文化財（国指定）
- 十鈴鏡（考古資料） - 1963年（昭和38年）7月1日指定。

### 埼玉県指定文化財
- 有形文化財
  - 農夫埴輪（考古資料） - 1982年（昭和57年）11月30日指定。
  - 笑う埴輪（考古資料） - 1954年（昭和29年）3月4日指定。
  - 古瓦（考古資料） - 1955年（昭和30年）11月1日指定。

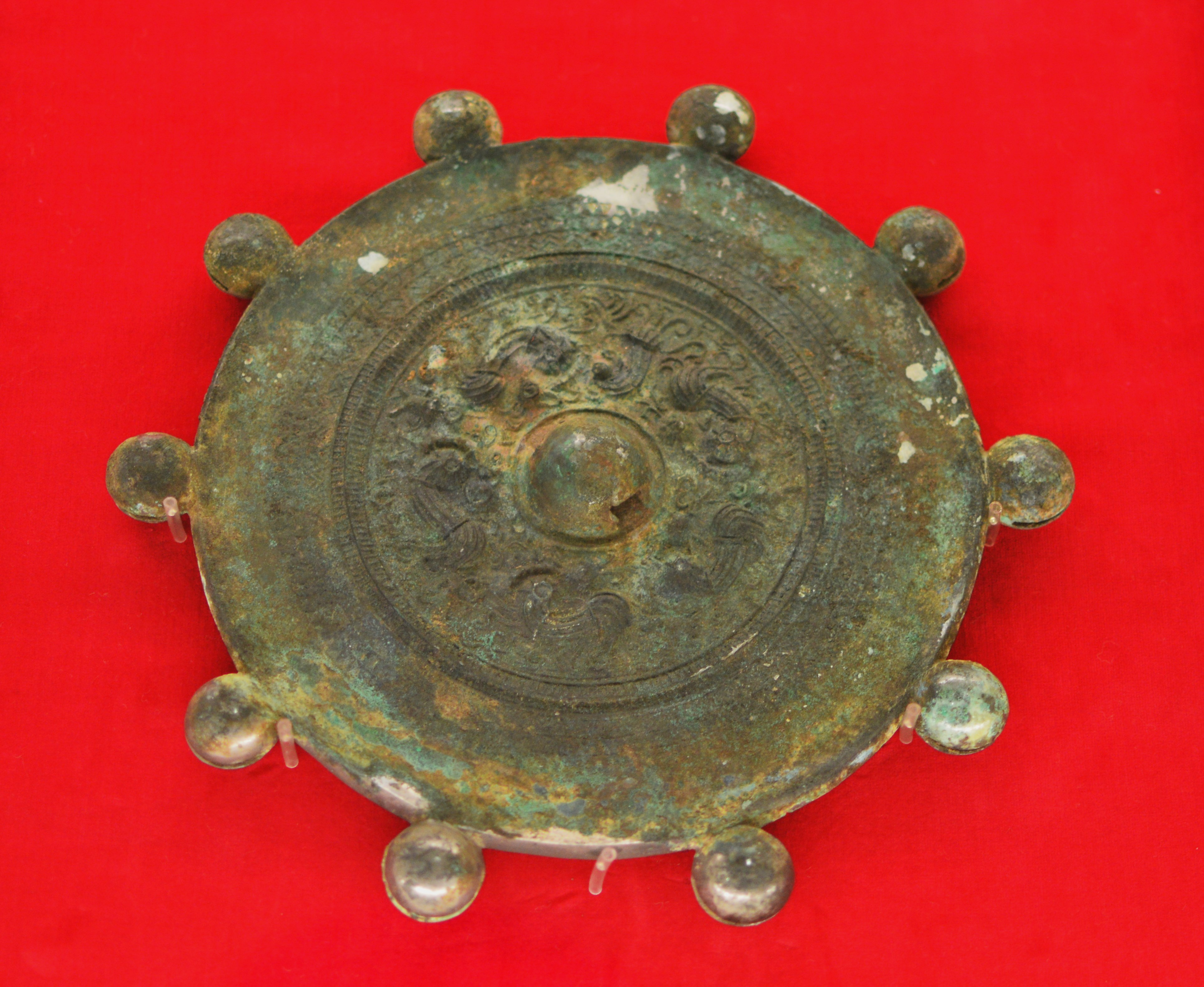
伝群馬県玉村町小泉出土 十鈴鏡
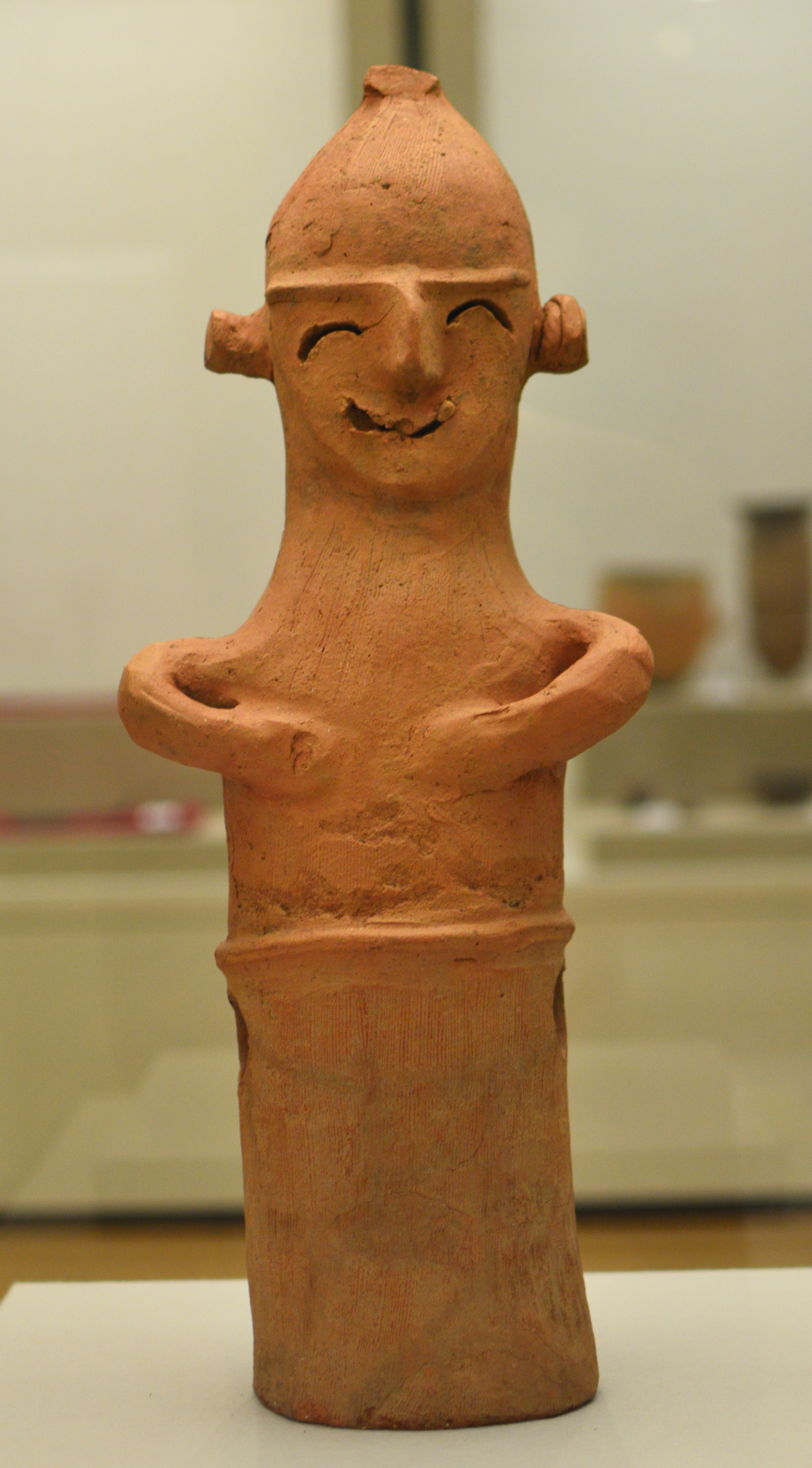
伝本庄市生野山出土 笑う埴輪

## アクセス
- JR東日本高崎線吹上駅から朝日バス「佐間経由行田車庫」又は「佐間経由行田工業団地」行「産業道路」下車 徒歩約15分[3]
- JR東日本高崎線行田駅から市内循環バス（観光拠点循環コース）「JR行田駅前」から「埼玉古墳公園前」下車 徒歩約2分[4]
- 秩父鉄道秩父本線行田市駅から朝日バス「佐間経由吹上駅」行「産業道路」下車 徒歩約15分

## 文献
- 『継体大王と地方豪族-古墳から探る六世紀の日本』若狭徹共編、吉川弘文館、2025年1月　ISBN　9784642084635